# Plancy-l'Abbaye

Plancy-l'Abbaye este o comună în departamentul Aube din nord-estul Franței. În 1 ianuarie 2022 avea o populație de 963 de locuitori.